# ヘルヴォイルト

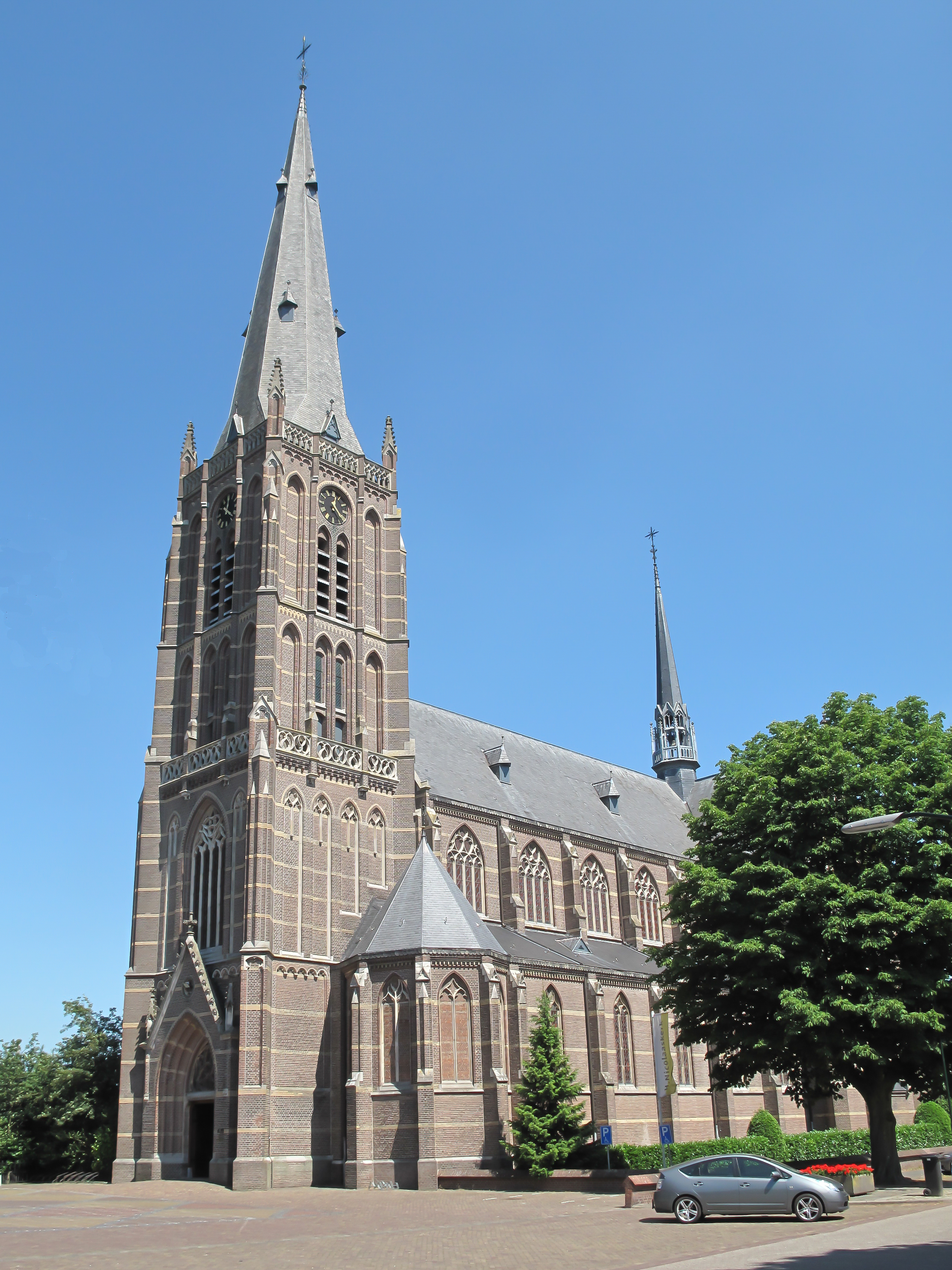
ヘルヴォイルトの教会

ヘルヴォイルト（Helvoirt、オランダ語発音: [ˈɦɛlvoːrt]）は、オランダ・北ブラバント州の自治体ハーレンを構成する村の一つ。
1996年までは独立した自治体であったが、同年、ハーレンに統合された。
1871年から1875年にかけて、画家フィンセント・ファン・ゴッホの父テオドルス・ファン・ゴッホが、この地のオランダ改革派牧師として働いた。